# Lista över fornlämningar i Kungsbacka kommun (Förlanda)
Lista över fornlämningar i Kungsbacka kommun (Förlanda) är en förteckning av ett urval av de fornlämningar som finns i Förlanda i Kungsbacka kommun.
| Namn                        | Lämningstyp                 | Tillkomsttid | Historisk indelning | Plats | Läge                 | ID-nr          | Bild                                 |
| --------------------------- | --------------------------- | ------------ | ------------------- | ----- | -------------------- | -------------- | ------------------------------------ |
| Förlanda 4:1                | Stensättning                |              | Förlanda, Halland   |       | 57.394548, 12.367705 | 10144700040001 | Ladda upp en bild av detta fornminne |
| Förlanda 4:2                | Stensättning                |              | Förlanda, Halland   |       | 57.394530, 12.367244 | 10144700040002 | Ladda upp en bild av detta fornminne |
| Förlanda 4:3                | Stensättning                |              | Förlanda, Halland   |       | 57.394683, 12.367358 | 10144700040003 | Ladda upp en bild av detta fornminne |
| Bögda röse (Förlanda 5:1)   | Röse                        |              | Förlanda, Halland   |       | 57.402862, 12.400654 | 10144700050001 | Ladda upp en bild av detta fornminne |
| Bögda röse (Förlanda 5:2)   | Stensättning                |              | Förlanda, Halland   |       | 57.402831, 12.400905 | 10144700050002 | Ladda upp en bild av detta fornminne |
| Bögda röse (Förlanda 5:3)   | Stensättning                |              | Förlanda, Halland   |       | 57.403440, 12.399962 | 10144700050003 | Ladda upp en bild av detta fornminne |
| Förlanda 22:1               | Hällristning                |              | Förlanda, Halland   |       | 57.424124, 12.330338 | 10144700220001 | Ladda upp en bild av detta fornminne |
| Förlanda 22:2               | Hällristning                |              | Förlanda, Halland   |       | 57.424204, 12.330390 | 10144700220002 | Ladda upp en bild av detta fornminne |
| Förlanda 23:1               | Stenkammargrav              |              | Förlanda, Halland   |       | 57.442075, 12.351027 | 10144700230001 | Ladda upp en bild av detta fornminne |
| Kungsstenen (Förlanda 28:1) | Grav markerad av sten/block |              | Förlanda, Halland   |       | 57.419469, 12.407838 | 10144700280001 | Ladda upp en bild av detta fornminne |
| Kungsstenen (Förlanda 28:2) | Grav markerad av sten/block |              | Förlanda, Halland   |       | 57.419444, 12.408000 | 10144700280002 | Ladda upp en bild av detta fornminne |
| Förlanda 29:1               | Röse                        |              | Förlanda, Halland   |       | 57.427447, 12.340083 | 10144700290001 | Ladda upp en bild av detta fornminne |
| Förlanda 38:1               | Stensättning                |              | Förlanda, Halland   |       | 57.432500, 12.350416 | 10144700380001 | Ladda upp en bild av detta fornminne |
| Förlanda 44:1               | Stenkammargrav              |              | Förlanda, Halland   |       | 57.421300, 12.309254 | 10144700440001 | Ladda upp en bild av detta fornminne |
| Förlanda 48:1               | Hällristning                |              | Förlanda, Halland   |       | 57.409011, 12.292353 | 10144700480001 | Ladda upp en bild av detta fornminne |
| Förlanda 59:1               | Stensättning                |              | Förlanda, Halland   |       | 57.452449, 12.309689 | 10144700590001 | Ladda upp en bild av detta fornminne |
| Förlanda 123:1              | Stensättning                |              | Förlanda, Halland   |       | 57.429892, 12.349096 | 10144701230001 | Ladda upp en bild av detta fornminne |
| Förlanda 123:2              | Stensättning                |              | Förlanda, Halland   |       | 57.429884, 12.349394 | 10144701230002 | Ladda upp en bild av detta fornminne |